# Daniel Espinosa
Jorge Daniel Espinosa (Estocolmo, 23 de março de 1977) é um cineasta, argumentista e produtor de cinema sueco, de ascendência chilena. Ele frequentou a Escola Nacional de Cinema da Dinamarca e formou-se em 2001. O seu terceiro longa-metragem, Snabba cash, foi o filme sueco com maior bilheteira em 2010.

## Filmografia

### Cineasta
| Ano  | Título               | Título em português                            | País           | Notas          |
| ---- | -------------------- | ---------------------------------------------- | -------------- | -------------- |
| 2003 | Bokseren             |                                                | Dinamarca      | Curta-metragem |
| 2004 | Babylonsjukan        |                                                | Suécia         |                |
| 2007 | Uden for kærligheden |                                                | Dinamarca      |                |
| 2010 | Snabba cash          |                                                | Suécia         |                |
| 2012 | Safe House           | pt: Detenção de Risco br: Protegendo o Inimigo | Estados Unidos |                |
| 2014 | Child 44             |                                                | Estados Unidos |                |
| 2022 | Morbius              | Morbius                                        | Estados Unidos |                |